# Barroisite
La barroisite (simbolo IMA: Brs) è un raro minerale del supergruppo dell'anfibolo, all'interno del quale viene collocato nel "gruppo degli anfiboli con W(OH,F,Cl)-dominante" e da lì al sottogruppo degli anfiboli di sodio-calcio dove occupa un posto nel "gruppo contenente la radice barroisite nel nome"; essendo un anfibolo, appartiene agli inosilicati e pertanto alla famiglia minerale dei "silicati", e possiede composizione chimica ☐(NaCa)(Mg3Al2)(Si7Al)O22(OH)2.
La barroisite è definita con:
- catione magnesio bivalente Mg2+ dominante in posizione C2+
- catione alluminio Al3+ dominante in posizione C3+
- anione idrossile OH- dominante in posizione W.

## Etimologia e storia
La barroisite è stata descritta per la prima volta nel 1922 dal geologo rumeno Gheorghe Munteanu-Murgoci e il nome è stato attribuito in onore del geologo francese Charles Barrois (1851-1939).
La revisione della nomenclatura degli anfiboli del 2012 ha comportato una modifica della formula chimica da:
☐(NaCa)(Mg3AlFe3+)(Si7Al)O22(OH)2
a
☐(NaCa)(Mg3Al2)(Si7Al)O22(OH)2
Questa modifica comporta che se un campione presenta una quantità di ferro ferrico (Fe3+) superiore a quella di alluminio nel sito C, va classificato come ferri-barroisite. La stessa revisione comporta che, in alcuni casi, campioni classificati precedentemente come barroisite ricadano in realtà nella definizione della winchite o della ferro-winchite.
La formula chimica ☐(NaCa)(Mg3Al2)(Si7Al)O22(OH)2 era già stata definita nella nomenclatura del 2007 con il nome di aluminobarroisite.

## Classificazione
La classica nona edizione della sistematica dei minerali di Strunz, aggiornata dall'Associazione Mineralogica Internazionale (IMA) fino al 2009, elenca la barroisite con la formula ☐(NaCa)(Mg3AlFe3+)(Si7Al)O22(OH)2 e la colloca nella classe "9. Silicati (germanati)" e da lì nella sottoclasse "9.D Inosilicati"; questa viene suddivisa più finemente in base alla struttura cristallina del minerale, in modo tale che la barroisite possa essere trovata nella sezione "9.DE Inosilicati con catene doppie di periodo 2, Si4O11; clinoanfiboli" dove forma il sistema nº 9.DE.20.
Tale classificazione viene mantenuta anche nell'edizione successiva, proseguita dal database "mindat.org".
Nella Sistematica dei lapis (Lapis-Systematik) di Stefan Weiß la barroisite è nella classe dei "silicati" e da lì nella sottoclasse degli "inosilicati"; qui il minerale si trova nella sezione di quelli che hanno struttura "[Si4O11] a due bande 6-; anfiboli Na-Ca" dove forma il sistema nº VIII/F.09.
Anche la classificazione dei minerali secondo Dana, usata principalmente nel mondo anglosassone, elenca la barroisite nella famiglia dei silicati; qui è nella classe degli "inosilicati: catene doppie non ramificate, W=2" e nella sottoclasse degli "inosilicati: catene doppie non ramificate, configurazione anfibolo W=2" dove forma il "gruppo 3, gli anfiboli sodico-calcici" con il numero di sistema 66.01.03b.

## Abito cristallino
La barroisite cristallizza nel sistema monoclino nel gruppo spaziale C2/m (gruppo nº 12) con i parametri reticolari a = 9,75 Å, b = 17,92 Å, c = 5,29 Å e β = 104,49°, oltre ad avere 2 unità di formula per cella unitaria.

## Origine e giacitura
La barroisite si rinviene negli scisti blu in paragenesi con actinolite,calcite, crossite, glaucofane e omfacite.
Il minerale è piuttosto raro ed è stato trovato in poco meno di una quarantina di siti. Qui si ricorda solo la sua località tipo, la catena montuosa Saualpe in Carinzia (Austria).

## Forma in cui si presenta in natura
La barroisite si trova sotto forma di anelli attorno a cristalli di altri anfiboli o come nuclei degli stessi. Il minerale è traslucido con lucentezza vitrea; il colore va dal verde-bluastro al verde, mentre il colore del suo striscio è bianco.